# Kruwisan
Kruwisan is een bestuurslaag in het regentschap Temanggung van de provincie Midden-Java, Indonesië. Kruwisan telt 2202 inwoners (volkstelling 2010).